# 13334 Tost
13334 Tost è un asteroide della fascia principale. Scoperto nel 1998, presenta un'orbita caratterizzata da un semiasse maggiore pari a 2,9761731 UA e da un'eccentricità di 0,1133838, inclinata di 10,71161° rispetto all'eclittica.